# Sven Sörmark
Sven Sörmark, né le 27 avril 1923 à Hörby dans le comté de la Scanie et décédé le 14 octobre 1987 à  Solna dans le comté de Stockholm, est un journaliste et un écrivain suédois de roman policier.

## Biographie
Comme journaliste, il travaille notamment pour le magazine suédois Se, le journal Aftonbladet et l’hebdomadaire Hemmets Journal.
Comme écrivain, il est l’auteur de plusieurs romans policiers. Il devient le premier auteur suédois (et le premier auteur étranger d'une langue autre que l'anglais) de la Série noire en 1970 avec la publication de Ne réveillez pas Marie ! (Väck inte Marie). Ce roman policier met en scène un représentant de commerce qui, après avoir tué et enterré sa femme, commence à recevoir des lettres, puis des coups de téléphone de la disparue.

## Œuvre

### Romans
- Väck inte Marie (1969) Publié en français sous le titre Ne réveillez pas Marie !, Paris, Série noire no 1325, 1970.
- Hur Elsa Wilson (1970)
- Ett mord i solen (1971)
- På Aftonbladet (1971)
- De objudna (1975)
- Hotad (1977)
- Änglarna (1978)
- Ett sista leende (1979)
- I morgon din fiende (1981)
- En oscariansk skandal (1983) avec Hasse Erikson
- Sju rysare (1984)
- Sherlock Holmes i Stockholm (2001)

### Autre ouvrage
- Sörmlandshistorier (1948), illustré par Uno Stallarholm

## Adaptation

### À la télévision
- 1986 : Den nervöse mannen, téléfilm suédois réalisé par Allan Edwall d’après le roman Ett mord i solen.

## Sources
- Claude Mesplède et Jean-Jacques Schleret, SN Voyage au bout de la noire, Paris, Futuropolis, 1982, p. 341.
- Les Auteurs de la Série Noire, 1945-1995, collection Temps noir, Joseph K., 1996, (avec Claude Mesplède), p. 431.